# Attore non statale
Un attore non statale è un individuo o ente che detiene un'importante influenza ed è coinvolto nelle relazioni internazionali pur non essendo esso stesso una nazione o non essendone affiliato. 

## Nelle relazioni internazionali
L'ammissione degli attori non statali nelle teorie di relazioni internazionali è inerente all'ammonimento degli assunti della prospettiva del realismo  da parte delle teorie "scatola nera" delle relazioni internazionali (black box theories), le quali argomentano che le interazioni tra stati sono le principali relazioni di interesse nello studio degli eventi internazionali, mentre l'emersione della fenomenologia degli attori non-stato si rivela essere sempre più come un fattore di condizionamento delle politiche nazionali verso l'interno e delle politiche internazionali verso l'esterno degli Stati-nazione.

## Tipologie di attori non statali
- ONG: organizzazioni non governative in genere. In questo gruppo si inseriscono quei gruppi che tipicamente vengono considerati come parte della società civile, sia se essi abbiano una vocazione internazionale, globale, nazionale, regionale, continentale e supercontinentale, o addirittura transnazionale come il partito radicale transnazionale.
- CM: corporazioni multinazionali, o multinazionali. In questo gruppo si inseriscono istituzioni finalizzate al profitto sia a mezzo di produzione di merci, che di servizi di intermediazione ed anche società di transazione finanziaria che operano in due o più stati nazionali, con vocazioni sempre internazionali, globali, nazionali, regionali, continentali e/o supercontinentali.
- MI: media internazionali. In questo gruppo si individuano enti finalizzati alla diffusione e alla divulgazione di notizie e di informazioni correlate alla propria impostazione ideologica, etica o non-etica e politica su correlazioni di carattere economico e culturale relazionato alla propria appartenenza nazionale, con vocazioni internazionali, globali, nazionali, regionali, continentali e/o supercontinentali.
- AV: attori violenti. In questo gruppo si includono gruppi armati come Al Qaida, l'anarchismo insurrezionale e il terrorismo ideologico in genere, come anche organizzazioni criminali come la mafia e cartelli di interesse criminale come il traffico internazionale di droga, armi e prostituzione.
- GP: gruppi religiosi. In questo gruppo si inseriscono gruppi a chiara vocazione di lobbing nazionale, internazionale e sovranazionale di ispirazione religiosa come i Quaccheri che sono attivi nelle loro attività internazionali di sostegno all'impegno del loro ruolo supportivo nelle conferenze internazionali. Essi hanno in parte fondato altri attori non-stato come Amnesty International, Greenpeace e Oxfam. Allo stesso gruppo appartengono gruppi religiosi simili, come il sionismo ebraico attivo in varie forme di attività sotto identificazione sia diretta, come le organizzazioni a chiara ispirazione religiosa, che indiretta, come le organizzazioni profittevoli e non-profittevoli che essi finanziano (ad es. Banca Mondiale e Fondo Monetario Internazionale).
- CDT: comunità di diaspora transnazionale. In questo gruppo si inseriscono le comunità che possiedono relazioni con le loro etnie di origine ed i loro Stati, con il particolare preminente ruolo di conflitti etnici come il caso della Palestina.

Molti tipi di attori non-stato vorrebbero essere considerati come parte della società civile, attraverso qualche funzione di pressione attraverso il sistema delle lobbing sul mercato internazionale, come ad esempio le Corporazioni Multinazionali e il Crimine Organizzato.